# Bandera (Santiago del Estero)
Bandera è una città dell'Argentina, appartenente alla provincia di Santiago del Estero, situata in prossimità del confine sud-orientale della provincia.